# وشم کلاه‌دار
وشم کلاه‌دار (نام علمی: Nothocercus nigrocapillus) نام یک گونه از سرده دروغین‌دم‌ها است.